# Паисени (Сучава)
Паисени (рум. Păiseni) насеље је у Румунији у округу Сучава у општини Корну Лунчи. Oпштина се налази на надморској висини од 418 m.

## Становништво
Према подацима из 2002. године у насељу је живело 785 становника, од којих су сви румунске националности.